# Шаро
Шаро (фр. Chârost) насеље је и општина у централној Француској у региону Центар (регион), у департману Шер која припада префектури Бурж.
По подацима из 2011. године у општини је живело 1032 становника, а густина насељености је износила 94,07 становника/km². Општина се простире на површини од 10,97 km². Налази се на средњој надморској висини од 137 метара (максималној 162 m, а минималној 119 m).

## Демографија
| 1962. | 1968. | 1975. | 1982. | 1990. | 1999. | 2011. |
| ----- | ----- | ----- | ----- | ----- | ----- | ----- |
| 1.093 | 1.131 | 1.166 | 1.152 | 1.134 | 1.069 | 1.032 |

График промене броја становника у току последњих година